# 丈亭站
丈亭站位于浙江省余姚市丈亭镇境内，是萧甬线上的一座四等站。车站1913年始设，抗日战争废弃，1955年重建并同时办理客运和货运业务。1985年至1993年，车站仅办理客运业务，1994年改为会让站。车站设有正线2股，到发线2股，站房1座，货物仓库1座，旅客站台2座。2007年11月，车站撤销:358。车站计划异地重建以服务宁波至余姚城际铁路列车。